# Tväråvalvet

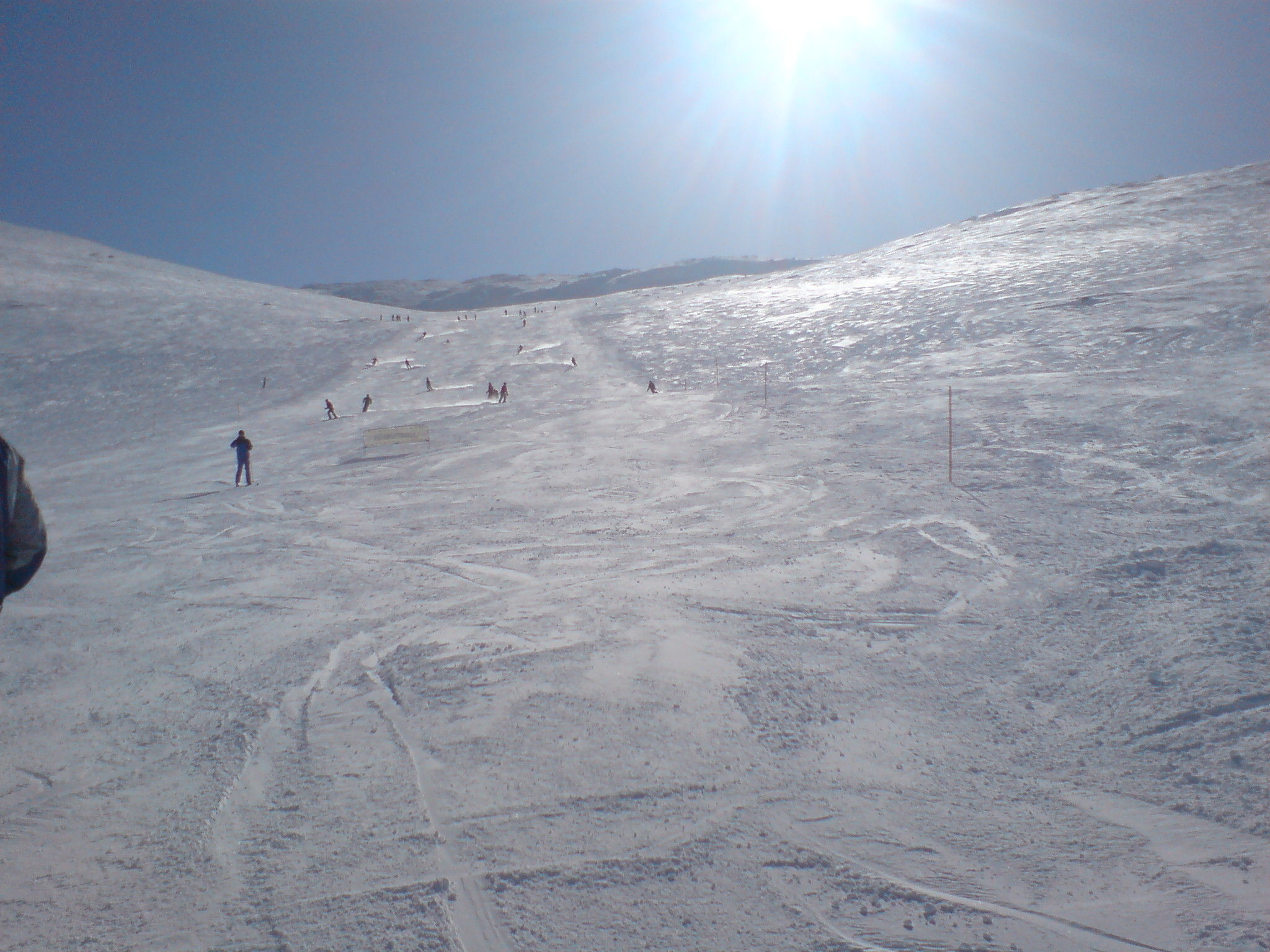
Den 1,2 kilometer långa Tväråvalvsbacken, av medelsvår kategori ("röd" nedfart), sedd från nedre liftstation. Backen leder ned i en välvning (därav namnet "valvet") vid Åreskutans nordvästra förtopp, Västerskutan.

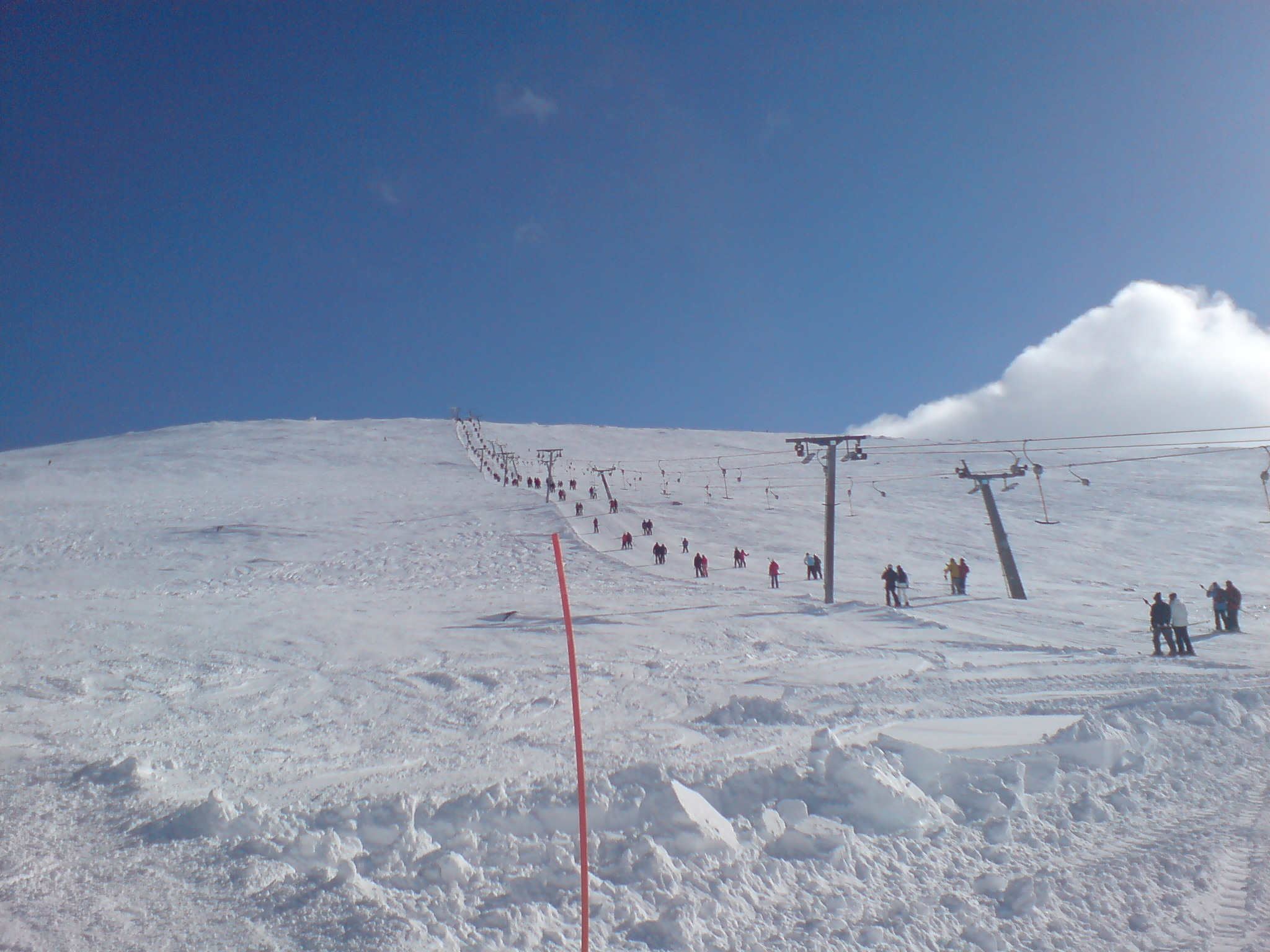
Nedre Tväråvalvsliftarna: Den högra av dem byggdes år 1976 (samtidigt med Övre Tväråvalvsliften och Kabinbanan), medan den vänstra tillkom runt 10 år senare som avlastning till den högra och av kapacitetsskäl.

Tväråvalvet är ett område i Högzon i Åre skidområde, beläget på Åreskutans nordvästra kalfjäll intill förtoppen Västerskutans södra sluttning.
Området är tillgängligt främst frampå vårkanten i solsken, och populärt mest för dess närhet till offpist. Dess läge högt upp i skidområdet på Åreskutan gör det känsligt för hårda vindar, vilket orsakar att liftarna behöver hållas stängda vid sådana förhållanden. Den höga luftfuktigheten på Åreskutan medför också kraftig nedisning, vilket kräver mycket underhållsarbete och specialåtgärder från anläggningens personal. I Tväråvalvet finns tre ankarliftar, varav en transportlift vid fjällets liftburna topp, med enbart natursnö i kringvarande pister.

## Stendalen
Stendalen är belägen mellan Tväråvalvet och Ullådalen. Dess blå-kategoriserade (lätta) nedfart Solravinen och röda (medelsvåra) huvudbacke är de enda carving-anpassade nedfarterna på Åreskutans kalfjäll. I närheten av Stendalsliftens topp var en tidigare startplats belägen för den årliga (världens största) familje-störtloppstävlingen Skutskjutet, med dåvarande målgång nedanför Ullådalsstugan (tävlingen fick en annan bansträcka 2019).
Stendalsliften var en av fyra släpliftar som ingick i en omfattande utbyggnad utmed Åreskutans västra delar under sommaren 1980, då visionen var att skapa en mer allsidig skidåkning än bara för experter/tävlingsåkare då allmänheten i decennier hade förknippat Åre med branta backar. Stendalen brukar dock i princip årligen användas av svenska landslag och andra träningsläger som avslutning på sina säsonger.
I närheten till liftstationen finns en Jämtlands-samisk privatservering med en bångstångskåta för skidturisterna, som varit verksam sedan 1988. Stendalen är också den ena stationsänden av en 8,5 kilometer lång offpist-led till/från den historiska gruvbyn Huså, vid Åreskutans norra fot.